# Ornge

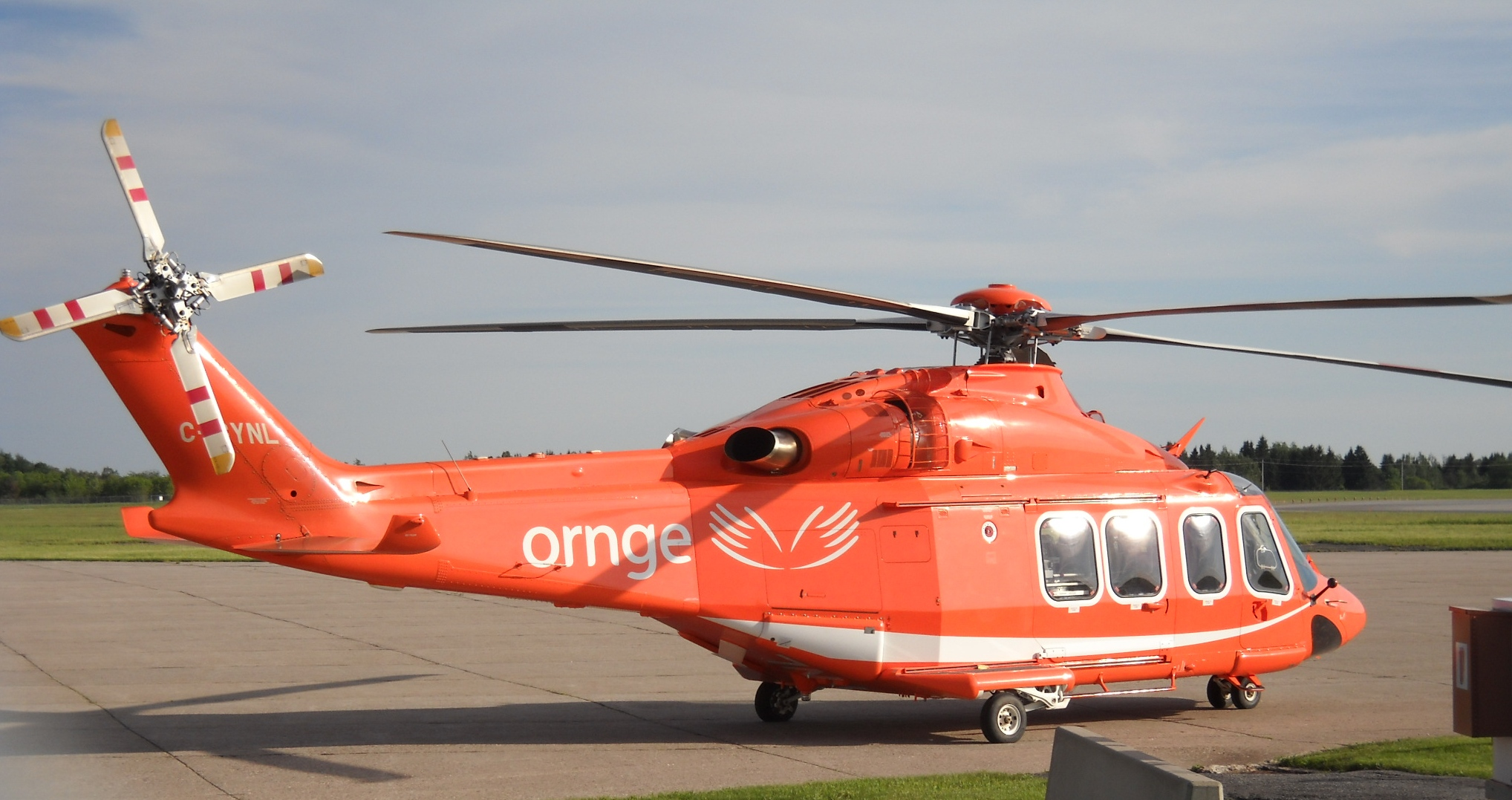
Ornge AgustaWestland AW139 en la base de, 3 de junio de 2011

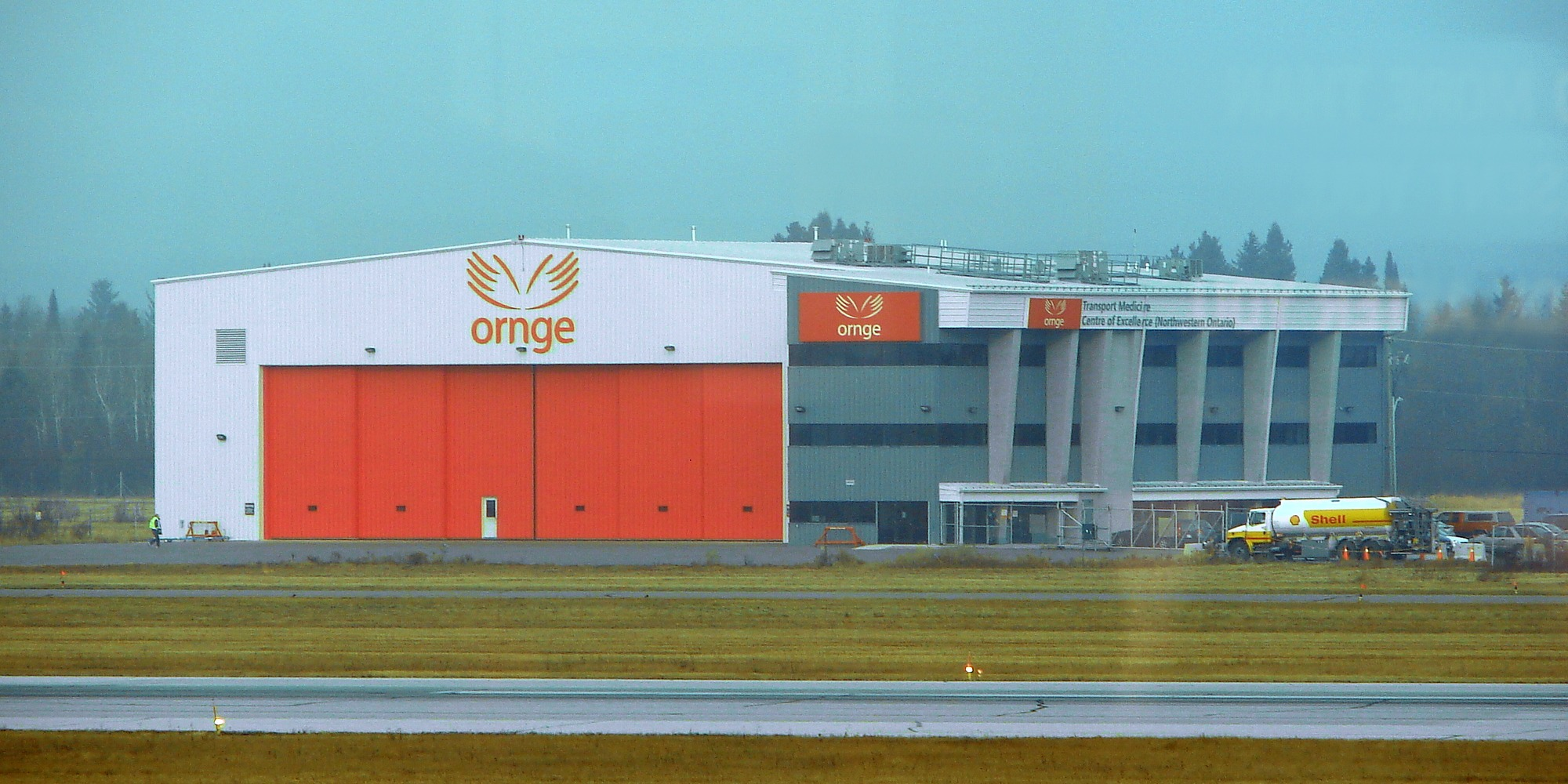
Instalaciones de Ornge en Thunder Bay

Ornge (Anteriormente Ontario Air Ambulance Corporation) es una organización benéfica sin ánimo de lucro que proporciona ambulancias aéreas y servicios de transporte en la provincia de Ontario, Canadá, bajo la dirección del  Ministerio de Salud y Protección a largo plazo. Los servicios de ambulancias en Ontario están regulados bajo el Ambulance Act, que declara que el ministro de Salud "tiene el deber y el poder" de hacer de Ontario un lugar seguro mediante un "sistema equilibrado e integrado de servicios de ambulancia y servicios de comunicación en el despacho de ambulancias". Su sede está en Mississauga, Ontario, Canadá.
El nombre Ornge no es un acrónimo, pero está basado en el color naranja de sus aeronaves y ambulancias de tierra. Según la organización, "La letra "a" se eliminó del nombre, en parte para hacer que la gente eche un segundo vistazo así como para que pudiera estar protegida como Marca"
En 2012 Ornge y sus asociado emplearon a más de 400 personas, incluyendo paramédicos, pilotos y especialistas de aviación. Ornge tiene sus propias aeronaves así como ambulancias de tierra, con 12 bases en todo Ontario. También contratar algunas operaciones con proveedores de servicios independientes.

## Historia

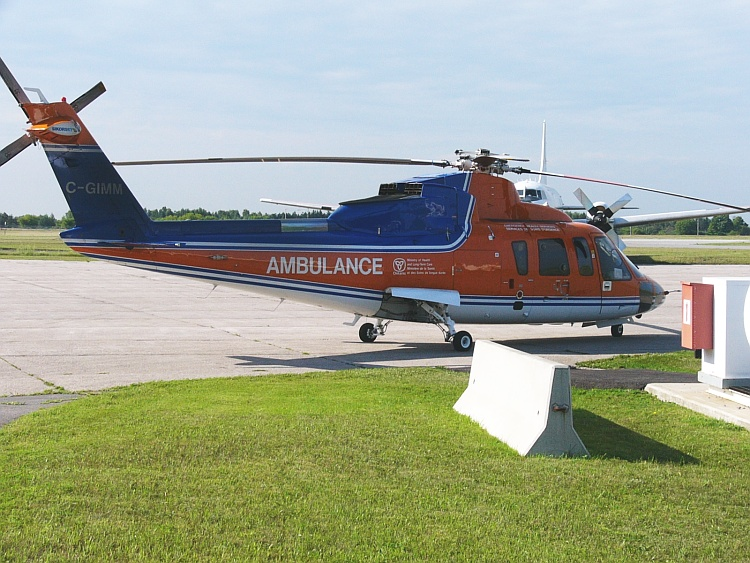
Un modelo del Sikorsky S-76 propiedad de la empresa Canadian Helicopters, utilizados en Ontario como ambulancia aérea en agosto de 2007. La aeronave tiene un esquema de color previo al de Ontario Air Ambulance

Con anterioridad a Ornge, el programa de ambulancia aéreas se creó en 1977 para dar servicio a zonas aéreas remotas, principalmente en el norte Ontario, donde no es posible llegar con ambulancias de tierra o donde tardarían demasiado tiempo en llegar. Ontario fue la primera provincia canadiense que proporcionó un sistema de ambulancias helicóptero para transportar enfermos críticos al hospital. Las ambulancias aéreas también se utilizan para transportar órganos y equipos médicos de trasplantes. Una parte importante del servicio de ambulancia aéreas se encarga de dar servicio a comunidades aborígenes, aproximadamente 117, en 6 de las áreas contemplados en el tratado del norte Ontario.
La primera ambulancia aérea, "Bandage One" un Bell 212, operaba a las afuera del Aeropuerto de Buttonville por un operador privado perteneciente a la organización Viking Helicopters Incorporated (que más tarde formaría parte de Helicópteros canadienses.) Un segundo Bell 212, "Bandage Two", fue pilotado durante un año con éxito, localizado en Sudbury, Ontario, seguido por ""Bandage Three" en Thunder Bay, "Bandage Four" en Timmins y "Bandage Five" en Sioux hasta llegar a un total de 5 en 1981. El servicio fijo comenzó en 1978, proporcionado por Austin Airways, con un Timmins con base en Cessna Cita I. Finalmente, se contrataron casi 90 aeronaves privada.
Este arreglo funcionó durante 25 años, hasta 2005, cuando el Ministerio de Salud y Cuidados a Largo Plazo contrató operadores privados para proporcionar aeronaves a su programa de ambulancias aéreas, pilotos y paramédicos. El Ministerio dirigió directamente el centro de despliegue de ambulancias aéreas y era responsable de supervisar la efectividad global del programa de ambulancia aéreas.
En 2005, el Ministerio anunció que nombraría a una corporación sin fines de lucro llamada Ontario Air Ambulance Corporation para que se encargara de todas las operaciones de ambulancia aérea. Esto se hizo para establecer líneas de autoridad más claras entre las diferentes partes de las operaciones de ambulancia aérea. Una corporación independiente también era coherente con el objetivo del Ministerio de alejarse de la prestación directa de servicios. El nombre de la corporación se cambió posteriormente a Ornge. Ornge fue descrito en 2012 como una corporación de la Corona ni una agencia controlada directamente por el Gobierno de Ontario, sino una organización sin fines de lucro incorporada bajo la Ley Federal de Corporaciones de Canadá.
El Ministerio operaba un centro de despacho de ambulancia aérea en Toronto hasta que Ornge se hizo cargo y MATC (Centro Médico de Transporte Aéreo) se convirtió en el Centro de Comunicaciones de Ornge.
El 17 de septiembre de 2007, se creó Ornge Air. Compraría aviones y competiría con los proveedores del sector privado.
Hoy, el programa de ambulancia aérea se ha convertido en un componente integral del sistema de salud de emergencia más grande en las comunidades de toda la provincia.

## Escándalo financiero e investigación policial

### Compensación ejecutiva
En 2011 Ornge estuvo implicado en una controversia con respecto a compensaciones a ejecutivos, incluyendo el presidente y CEO Chris Mazza. El diario Toronto Star descubrió que Mazza recibía 1,4 millones de dólares anuales mientras que el resto de los empleados públicos recibían un salario de aproximadamente 100.000 dólares al año. Dicho salario le convirtió en el empleado público mejor pagado de la provincia. El Ministro de Salud Deb Matthews declaró el salario de Mazza "indignante, impresionante e inaceptable". El 9 de febrero de 2013 el Dr. Chris Mazza recibió 4,6 millones de dólares de dinero público en los dos últimos años a cargo de Ornge, incluyendo salarios, bonificaciones, adelantos de dinero en efectivo y dos préstamos hipotecarios. En 2013, se reveló que Mazza se hizo con 9,3 millones de dólares en seis años en Ornge. Mazza gastó dinero en viajes de esquí,  fiestas internacionales, a menudo con su novia; facturas de habitaciones de hotel por valor de 2.400 dólares.
Otros ejecutivos recibían "sobresueldos", pero Ornge no reveló sus salarios. El Presidente Rainer Beltzner recibió 232.757 dólares en 2011. Los miembros de consejo recibieron casi 2 millones de dólares entre 2007 y 2011. En 2011, 50 ejecutivos recibieron un total de 11,8 millones de dólares (de media, 238.000 dólares) si bien estos datos no han sido revelados oficialmente.
Los ejecutivos fueron recompensados con MBAs por valor de 600.000 dólares. Kelly Long, la novia de Mazza y vicepresidenta de ORNGE recibió un MBA de Universidad Occidental en London.
Mazza dejó el cargo el 22 de diciembre de 2011 como consecuencia del escándalo. [La cita necesitada]

### Kickback Alegaciones
Después de la compra de helicópteros de AgustaWestland por Ornge por valor de 144 millones, AgustaWestland realizó un pago de 4,7 millones de dólares a la empresa ORNGE Global, controlada por Mazza. Se prometió un pago posterior adicional de otros 2 millones. Presuntamente, el pago era para “servicios de marketing”. Se descubrió que esto "consistía en una pequeña carpeta de información reunida por Long" El líder posterior de Ornge, Ron McKerlie, dijo que las dos pequeñas carpetas no justifican el gran pago. Se dice que las carpetas están en posesión de la OPP.
Más tarde, un exejecutivo indicó que Ornge había pagado a AgustaWestland 7 millones de dólares más de lo que debería haber pagado. Fue esta acusación la que provocó la investigación de OPP. Tom Rothfels indicó que Mazza insistió en pagar alrededor de 600.000$ adicionales por helicóptero (aproximadamente 7 millones de dólares). Rick Potter, anterior COO, indicó que el extra era de, aproximadamente, 10 millones.
AgustaWestand también acordó donar 2,9 millones de dólares estadounidenses a la fundación caritativa de Ornge.

### Compras inapropiadas
Ornge pagó 28 millones de dólares por 11 helicópteros usados, creyendo que era más barato que alquilarlos. La flota se vendió posteriormente por menos de 8 millones.
Ornge compró 12 helicópteros de AgustaWestland, aunque solo se requerían 9. Dos de las unidades no estaban equipadas para transportar pacientes; fueron vendidas en 2013. Los 10 restantes tenían un diseño de cabina pobre, lo que podría dificultar maniobras de reanimación. En 2015, Ornge consideró reemplazar el modelo AW139s, argumentando complejidad y consumo de combustible preocupante.
Ornge compró 10 aviones Pilatus PC-12, aunque solo se necesitaban 6. Dos de los 10 estaban a la venta en 2015.
El auditor general señaló que "no se utilizó una licitación pública abierta y competitiva" y que Ornge compró en exceso.
Ornge planificó un "Centro de Medicina del Transporte de Excelencia" en Hamilton. Ornge gastó aproximadamente 600.000$ para alquilar el hangar, que finalmente quedó sin utilizar, debido a retrasos en la construcción. Aproximadamente se gastaron 1,9 millones de más en renovaciones del hangar. Finalmente, la mudanza de Toronto a Hamilton se canceló.
Surgieron preguntas sobre la decisión de abrir una base en Oshawa. Rick Potter, jefe de aviación (COO Ornge Air), declaró que el sitio no tenía un sistema de aterrizaje por instrumentos, muchas quejas de ruido y no era uno de los que recomendaría. El espacio del hangar se compró en 2011 y luego se vendió por unas pérdidas de 130.000$ cuando se cancelaron los planes en 2013.
Ornge compró dispositivos de elevación, denominados recolectores Ornge, que iban a llevar a los pacientes a los aviones. Los dispositivos nunca funcionaron. También hubo problemas con el sistema de descongelación para los AW139, que nunca funcionó. Aparentemente, la compañía también gastó en tractores pintados de naranja para mover aviones.

### Asuntos operacionales
Se revelaron varios casos de demoras en pacientes movilizados. Se descubrió que los operadores estaban bajo presión para reducir costes al reducir los despliegues de helicópteros. Existía una política de que no se enviaría un helicóptero hasta que una ambulancia terrestre hubiera confirmado la necesidad. Esta política se cambió en 2012 para un despliegue inmediato cuando el servicio 911lo solicita.
Se informó que el helicóptero con base en Thunder Bay no pudo volar aproximadamente una cuarta parte del tiempo debido a la falta de paramédicos. El diario Toronto Star encontró que el helicóptero aterrizó 237 veces durante un total de 1.300 horas durante 10 meses. "También es una pérdida de dinero público. Tienes un helicóptero y dos pilotos sentados allí incapaces de hacer su trabajo”, dijo un líder sindical paramédico.

### Red de compañías
Los críticos acusaron que Ornge había creado una "red" El auditor general encontró al menos 14 (20 según otras fuentes) entidades corporativas diferentes, entre ellos JSmarts, Ornge Cáscara (más tarde Ornge Global), Ornge Global Real Estate, Ornge Global Holdings LP, Ornge Issuer Trust, Ornge Global Air, Ornge Global Management y Orgeco. Algunas de estas empresas eran tenían el propósito de generar beneficios. Al auditor general se le negó el acceso a los registros financieros, dado que algunas de las entidades son privadas. La estructura se describió como una "red complicada". "De hecho, gran parte de las operaciones de Ornge son entregadas por estas otras entidades, que facturan a Ornge por esos servicios".
El auditor general Jim McCarter describió a Ornge como un "mini-conglomerado" y creía que la auditoría podría no haber encontrado todos los brotes corporativos.
Se descubrió que los dólares de los contribuyentes habían llegado a las empresas Ornge con fines de lucro.
Algunas de las compañías eran propiedad de Chris Mazza, otros ejecutivos y miembros de la junta.

### Oficinas corporativas
El edificio para la oficina central de Ornge se compró por 15 millones, usando dinero prestado. Ornge luego creó un acuerdo complejo con otras compañías de Ornge para vender el edificio y alquilárselo a sí mismo.
Un tasador independiente de bienes raíces estimó que la renta de Ornge era un 40% más alta que la renta del mercado justo. Esto ascendió a un sobrepago de 2 millones en cinco años. Permitió a Ornge Global Real Estate obtener 24 millones en financiación. Los 9 millones "adicionales" fluyeron a otra compañía, Ornge Global Holdings LP. La policía estuvo buscando los 9 millones desaparecidos. El Auditor General Jim McCarter dijo que este acuerdo fue uno de varios que no "pasaron la antigua prueba de olor". El acuerdo de alquiler de Ornge de 25 años era inusualmente largo.
El edificio en sí fue denominado el "Palacio de Cristal" por su opulencia y sus instalaciones recreativas. Se gastaron casi $ 500,000 en renovaciones. Al parecer, Ornge también pagó por renovar su espacio de oficina anterior, luego pagó $ 760,000 adicionales para cancelar el contrato de arrendamiento antes de tiempo.

### Costes legales
De 2005 a 2012, Ornge pagó al bufete de abogados "bien conectado" Fasken Martineau más de $ 9 millones en honorarios legales por 22,000 horas de trabajo, incluida la organización de empresas con fines de lucro. Otras firmas de abogados recibieron otros $ 2 millones. Gran parte del dinero se gastó creando la "web" de las empresas.
Alf Apps, expresidente de la organización nacional del Partido Liberal, era un abogado de Fasken. Apps se jactaba del éxito de la estructura del acuerdo. El comisario de integridad Lynn Morrison indicó que cree que Apps realizó actividades de lobby sin registrar.  Apps negó la acusación en testimonio ante el comité legislativo. Apps renunció a FM en febrero de 2012 y se mudó a otra empresa.
Don Guy, jefe de tres campañas para Dalton McGuinty, facturó a FM aproximadamente 100.000$ en costes legales.
Lynne Golding, una socia de Fasken (casada con Tony Clement), ayudó a elaborar el acuerdo de 2005. Ella testificó que pensaba que el acuerdo le daba al gobierno fuertes poderes sobre Ornge, contradiciendo al ministro Deb Mathews.
Guy Giorno, uno de los abogados de Fasken y exjefe de personal a Mike Harris y Stephen Harper, aconsejó a Ornge sobre conformidad y revelación.

### Cronología
Ornge Global, la división con fines de lucro de Ornge, también recibió $ 6.7 millones en un contrato del fabricante anglo-italiano de helicópteros AgustaWestland, que también forma parte de la auditoría del auditor general provincial. Ron McKerlie, que en ese momento era Viceministro del Ministerio de Servicios Gubernamentales, Secretario Adjunto del Gabinete y Secretario del Consejo de Administración del Gabinete del Gobierno de Ontario, fue nombrado Presidente y CEO Interino.
A medida que el escándalo se extendió el 24 de enero de 2012, Ornge despidió a 18 gerentes y cerró el programa de caridad J Smarts. Al día siguiente se nombró una nueva junta directiva, incluido el exministro del gabinete provincial Charles Harnick. También se inició una auditoría forense completa. El 2 de febrero de 2012, el presidente y director ejecutivo de Ornge, Chris Mazza, fue despedido sin compensación, al igual que la directora de operaciones de ORNGE Global, Maria Renzella. ORNGE Global GP Inc. y ORNGE Global Holdings LP quedaron en bancarrota bajo la supervisión de un administrador. El movimiento de bancarrota no afecta el servicio de ambulancia aérea provincial, que se opera por separado.
El 2 de febrero de 2012, el ministro de Salud de Ontario, Deb Mathews, declaró: "Hoy, las organizaciones con fines de lucro ORNGE Global GP Inc. y ORNGE Global Holdings LP entraron en quiebra, esencialmente terminando su existencia. Como resultado, el Dr. Chris Mazza, presidente y El CEO y Maria Renzella, directora de operaciones, han sido despedidos y ORNGE nos ha informado que no se ha ofrecido indemnización alguna. Estos son pasos de vital importancia y necesarios para restablecer la confianza de los habitantes de Ontario en el equipo de liderazgo responsable del servicio de ambulancia aérea de Ontario. La auditoría forense continúa y esperamos sus hallazgos y la auditoría de la relación calidad-precio del auditor general. Continuamos buscando y apoyando los cambios en ORNGE y continuamos trabajando con el nuevo liderazgo a medida que fortalecen el servicio de ambulancia aérea de Ontario ".
El 16 de febrero de 2012, Ornge fue objeto de una investigación de la Policía Provincial de Ontario por "irregularidades financieras". Ni la policía, Mathews ni Ornge proporcionaron detalles sobre la naturaleza de la investigación. El ministro indicó que fue como resultado de los hallazgos preliminares de los auditores forenses al examinar los registros financieros de la organización. Además de la investigación policial, hay otras dos investigaciones en curso. La rama de servicios de salud de emergencia del Ministerio de Salud está llevando a cabo una investigación de 13 incidentes relacionados con operaciones de ambulancia aérea, tres de los cuales involucran la muerte de pacientes. El auditor general provincial Jim McCarter también está investigando a Ornge y presentará su informe final en marzo de 2012.
El 17 de febrero de 2012, en medio de los pedidos de su renuncia de la oposición, el ministro de Salud de Ontario, Deb Mathews, anunció que el gobierno reforzaría en gran medida el control sobre Ornge, incluida una nueva legislación y un nuevo acuerdo de desempeño para aumentar la supervisión y limitar lo que puede hacer sin el gobierno aprobación, incluida la prevención de la venta de activos, como helicópteros y el endeudamiento.
El 23 de febrero de 2012 surgieron acusaciones de personal no calificado que administraba el servicio de ambulancia aérea y de un pago cuestionable de $ 14,000 a un bufete de abogados brasileño por una empresa spin-off de Ornge. Se dispuso de más información sobre la naturaleza de la investigación de OPP, incluido que el sujeto son supuestos pagos ilegales para compras de helicópteros, así como préstamos sin intereses y adelantos en efectivo de Ornge a Mazza. Los documentos de bancarrota presentados indican que Mazza es acreedor de una de las compañías con fines de lucro ahora desaparecidas de Ornge y que le deben $ 1 en el proceso. La oposición continuó pidiendo la renuncia del ministro a medida que surgían las noticias de interrupciones de la operación Medevac en las últimas semanas.
El 21 de marzo de 2012, el Auditor General provincial Jim McCarter publicó un informe que criticaba fuertemente al gobierno provincial por la falta de supervisión de las operaciones de Ornge. El informe detalla que el gobierno pagó a Ornge C $ 700 millones durante cinco años y que Ornge también pidió prestados C $ 300 millones adicionales para la compra de aviones. El informe detalla cómo los costos de ambulancia aérea aumentaron un 20% mientras transportaban un 6% menos de pacientes. McCarter informó que Ornge "pronto se convirtió en un mini-conglomerado" prácticamente sin supervisión gubernamental. Afirmó: "Nos preocupa especialmente el hecho de que algunas de estas compañías eran propiedad del presidente de Ornge, miembros de alto nivel de su equipo de gestión y su junta directiva. En la nariz de este perro guardián, esto no pasó la prueba del olor ". El informe también detalla cómo Ornge compró más aviones de los que necesitaba con dinero del gobierno con el objetivo de alquilarlos. La ministra de Salud, Deb Matthews, dijo que la provincia actuará de acuerdo con todas las recomendaciones de McCarter.
La investigación policial continúa.
En febrero de 2017, la OPP declaró que la investigación de cinco años de retroceso estaba a punto de concluir, pero no dijo si se presentarán cargos.

### Denunciantes
Se hicieron acusaciones de que los denunciantes fueron acosados o despedidos. Lisa Kirbie, contratada en marzo de 2010 como directora de asuntos gubernamentales y regulatorios, alegó en una demanda que Mazza era volátil y sexista, despidiéndola sin causa después de que ella cooperó con el auditor y las investigaciones policiales. Kirbie era la compañera (ahora esposa) del estratega liberal Warren Kinsella.
Bruce Wade, piloto de helicóptero de Thunder Bay, fue suspendido con sueldo después de testificar en un comité de Queen's Park.
Los críticos de la oposición acusaron que los liberales gobernantes intentaron intimidar a los denunciantes durante el testimonio del comité legislativo. Al ex paramédico Trevor Kidd se le pidió que revelara los nombres de otros trabajadores que tenían información sobre problemas en Ornge. Kidd había testificado que abandonó Ornge en 2009 después de la muerte de un paciente. El padre de Kidd, el alcalde de Temiskaming Shores, discutió los problemas de Ornge con el ex MPP liberal David Ramsay en 2009.
Ornge belatedly Anunció whistleblower protección en 2013.

### Motocicletas
Ornge encargó dos Choppers del Condado de Orange hechos a medida, supuestamente regalos de Agusta, uno de los cuales se exhibió de manera destacada en el vestíbulo de la compañía. Mazza había posado en un juego de los Toronto Blue Jays con la bicicleta. El "helicóptero" se convirtió en un foco de críticas después de que se descubrió el escándalo. “Ese helicóptero es simplemente un reflejo de cómo se hicieron los negocios. Todavía hay mucha gente, y mucho menos el helicóptero, en esas oficinas que no deberían estar allí ", señaló el MPP de PC Frank Klees. La bici, valorado en $50,000,  era finalmente subastado para $30,000. La segunda bici, valorado en $100,000 está pensado para ser poseído por Agusta. El Ornge caridad JSmarts también poseyó un $50,000 barca de velocidad.

### Alegaciones de nepotismo
Los críticos notaron el rápido ("meteórico") ascenso de su novia Kelly Long al poder corporativo. Una ex instructora de esquí acuático,  aparentemente había conocido a Mazza mientras trabajaba como gerente de cuentas en un club de esquí acuático. Pathway lo hizo en enero de 2006 como un "favor". En Pathway organizó torneos de golf e hizo trabajos administrativos desde su casa. Mazza estaba insatisfecha con las tareas asignadas. La había enviado a Ornge en septiembre de 2006. Pathway Estuvo pagado casi $9000 por mes para este. Long fue contratada por Ornge en diciembre de 2006. Después de aquello, recibió cuatro ascensos entre diferentes empresas de Ornge, hasta llegar a vicepresidenta en 2012. Su salario se había duplicado durante este tiempo hasta los 120.000$.
Long se defendió en testimonio en una audiencia legislativa. Ella dijo que sentía que había hecho un gran trabajo para Ornge y que estaba calificada con una licenciatura. Ella declaró: "Los medios de comunicación insinúan que me levanté rápidamente debido a mi relación ... con el Dr. Mazza".
Carrie Anne Brunet era una ejecutiva júnior de Ornge, hija del expresidente Rainer Beltzner. Ella ayudó a Long con la investigación de Agusta.  Beltzner Reclamaría Brunet conseguía el trabajo vía un anuncio de diario.
Hallie Beecher McClelland, hija de la vicepresidenta de RR. HH. Rhoda Beecher, se convirtió en directora ejecutiva de la fundación de Ornge.
Hallie Beecher McClelland, hija de la vicepresidenta de RR. HH. Rhoda Beecher, se convirtió en directora ejecutiva de la fundación de Ornge. Beecher Defendió el proceso de contratar como "riguroso".

## Investigación forense sobre muertes de pacientes
Una revisión inicial de 10 muertes encontró que ninguna había sido "materialmente afectada" por problemas en Ornge. Una segunda revisión exploró todas las muertes que involucraron a Ornge entre enero de 2006 y junio de 2012. Para noviembre de 2012, esta investigación estaba "tardando más de lo esperado".
Después de una investigación de un año, un panel especial encontró vínculos entre Ornge y las muertes de pacientes. Se encontraron ocho casos, aunque se proporcionaron detalles "escasos". Dos casos fueron atribuidos a personal inadecuado de paramédicos calificados para la misión. Los interiores de los helicópteros AW139, que dificultan la realización de la RCP, fueron señalados como un problema grave. El panel hizo 25 recomendaciones para mejoras.

## Accidente de Moosonee en 2013
El 31 de mayo de 2013, un helicóptero Sikorsky S-76A se estrelló y causó la muerte de dos pilotos de Ornge, el capitán Don Filliter y el primer oficial Jacques Dupuy, y dos paramédicos de Ornge, Dustin Dagenais y Chris Snowball. El accidente ocurrió a un kilómetro del aeropuerto de Moosonee, poco después de un despegue nocturno.

### TSB Informe
La Junta de Seguridad del Transporte de Canadá investigó el accidente. El informe señalaba: "Las causas de este accidente fueron mucho más allá de las acciones de esta tripulación de vuelo". Los pilotos no habían recibido suficiente entrenamiento. La compañía carecía de procedimientos operativos estándar para hacer frente a las operaciones nocturnas. La empresa carecía de recursos y el personal clave carecía de experiencia. El emparejamiento de la tripulación se consideró "subóptimo" para ese vuelo. A algunos pilotos se les dio tiempo inadecuado para prepararse para el entrenamiento; la capacitación no cumplió con los SOP de la compañía; y el entrenamiento no era operacionalmente realista.
Se observó que en 2012, Ornge eliminó los puestos de gerente piloto en cada base, cambiando a un sistema de programación centralizado. Por lo tanto, se perdió el conocimiento de las condiciones locales y la familiaridad con las tripulaciones.
Ornge tenía poco personal en el momento del accidente. El Gerente de Operaciones y el Piloto Jefe eran nuevos en la administración de las operaciones de Servicios Médicos de Emergencia. Puestos clave, tales como Gerente de Rotor Wing Flight Safety, Gerente de Rotor Wing Flight Training and Standards, su asistente y un empleado de aviación (que debía rastrear registros) estaban vacantes.
Transport Canada sabía que Ornge estaba luchando por cumplir con las regulaciones y los requisitos de la compañía. Había indicios claros de los problemas de Ornge meses antes del accidente.
La presidenta de TSB, Kathy Fox, dijo que "la disposición [de Ornge] de operar de manera segura y dentro de los requisitos reglamentarios excedió su capacidad para hacerlo".

### Cargos de Código Laborales canadienses
El 29 de mayo de 2014, Ornge fue acusado de 17 delitos en virtud del Código Laboral de Canadá. Los documentos de la corte revelaron que los cargos incluían permitir a los pilotos volar el helicóptero S-76A "sin la capacitación adecuada en la operación de ese avión específico", la falta de proporcionar a los pilotos "un medio que les permita mantener una referencia visual mientras operan de noche" , que el capitán de la aeronave, Donald Mark Filliter tenía "experiencia insuficiente en operaciones nocturnas", que su verificación de competencia del piloto en el helicóptero estaba incompleta, además de que los dos pilotos no cumplían con los requisitos de experiencia para volar como tripulación. La organización también fue acusada de no garantizar la seguridad de los empleados, lo que resultó en la muerte de los dos pilotos y también de no garantizar que los supervisores y gerentes de la organización tuvieran un conocimiento suficiente del Código Laboral de Canadá. En octubre de 2013, el oficial de seguridad de la base de Moosonee advirtió a los funcionarios de la compañía que los pilotos inexpertos y las operaciones nocturnas en combinación representaban un alto riesgo de accidente fatal.
La prueba empezó en Brampton tribunal en abril de 2017.
En un testimonio en la corte, un piloto de control notó que sentía que el Capitán Filliter "no tenía los conocimientos técnicos necesarios para servir como capitán de la tripulación"
En noviembre de 2017, el tribunal determinó que Ornge no era culpable de negligencia. El juez señaló que si bien las gafas de visión nocturna y las alarmas de proximidad al suelo estaban disponibles, no eran necesarias según las reglas de 2013.

### Pleito civil
En una demanda de 2016, la familia de Christopher Snowball está buscando $ 3.7 millones de Ornge, Transport Canada y dos inspectores no identificados de Transport Canada.

### Helipad Dedicación
En 2014, el helipuerto en Health Sciences North en Greater Sudbury se dedicó a las víctimas del accidente.

### Sigue en efectos
Después del accidente, Ornge suspendió las operaciones nocturnas en 58 helipuertos remotos (73 ubicaciones por otra fuente). Estas ubicaciones están marcadas por conos reflectantes en lugar de iluminación. Se esperaba que el servicio se reanudara ya que los pilotos fueron entrenados para sitios no iluminados o los helipuertos tuvieron actualizaciones de iluminación.  Sin embargo, a principios de 2015, hubo informes de que Ornge aún no podía aterrizar en algunos sitios, a pesar de las actualizaciones de helipuertos. Ornge ahora tiene un requisito de "moneda" para los aterrizajes nocturnos, que uno de los dos pilotos debe haber aterrizado en el helipuerto durante los seis meses anteriores.  Parece que Ornge podría no haber comunicado esto con las autoridades locales.

## Flota de aeronave
La flota inicial de helicópteros tenía una base blanca con ribete naranja-negro, seguida de la naranja con marcas azules en la década de 1990 y finalmente la naranja actual con marcas blancas.

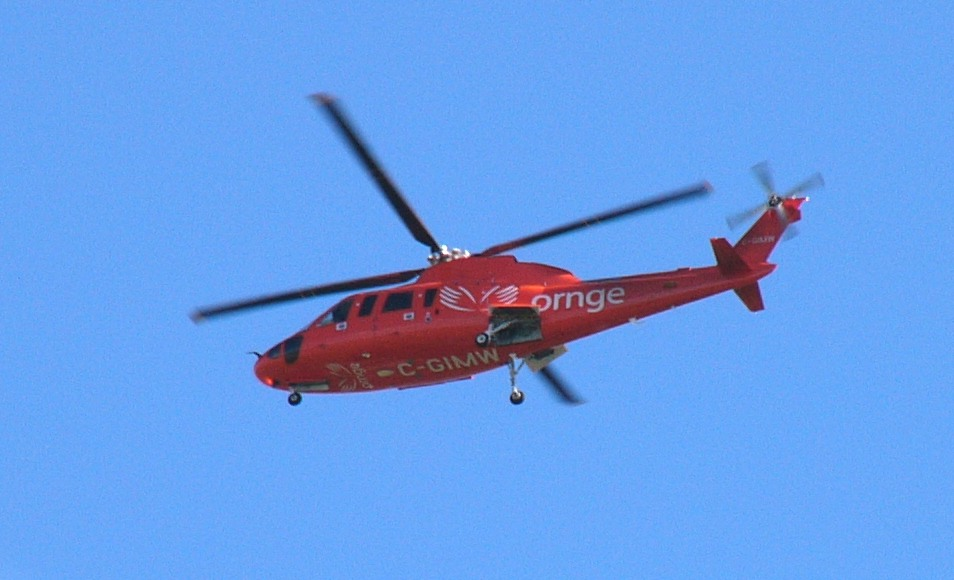
Un S-76A propiedad de Canadian Helicopters y volado bajo contrato con Ornge en mayo de 2008.

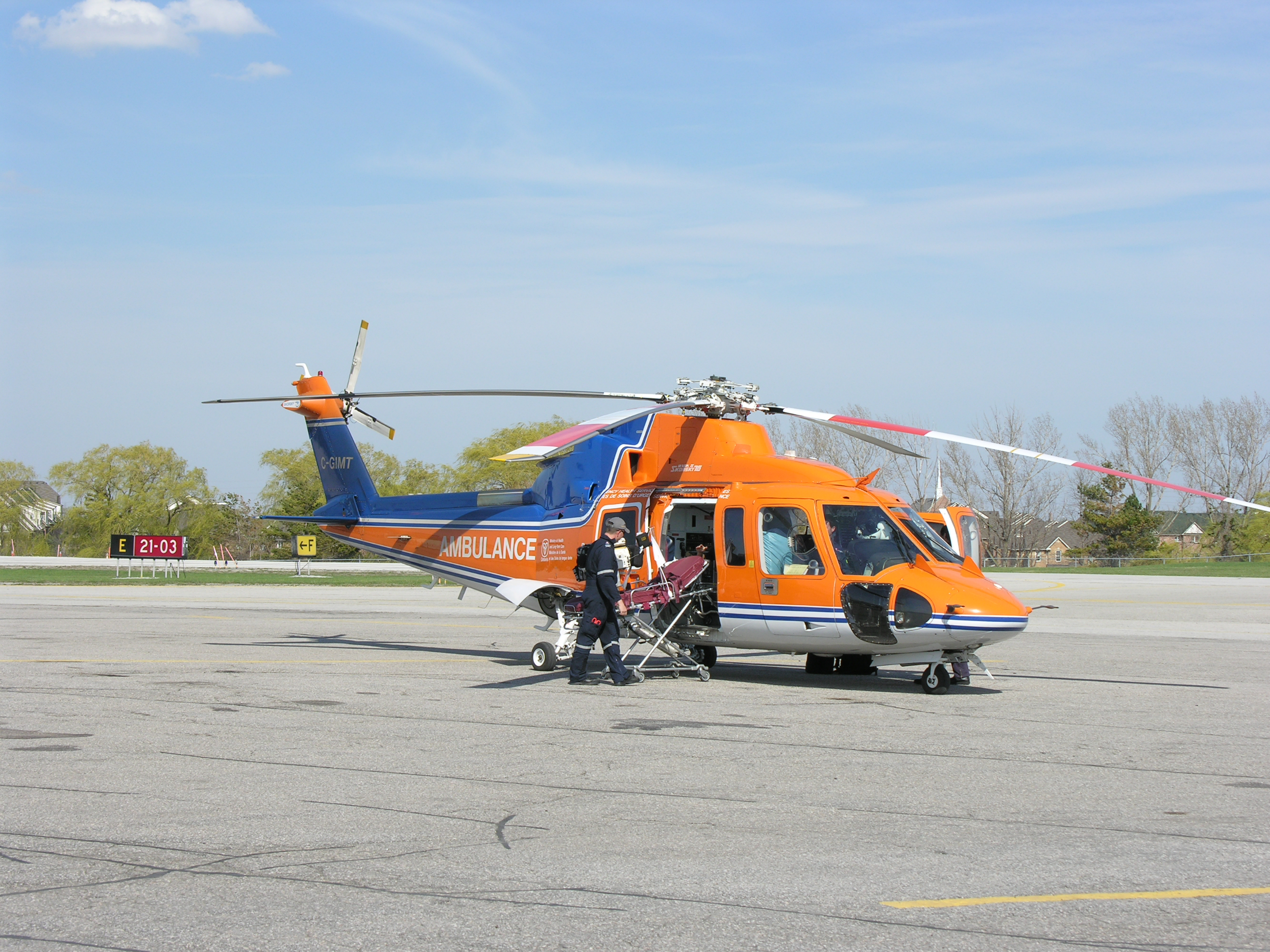
Un Ornge Sikorsky S-76A C-GIMT (en librea vieja) preparándose para recibir a un paciente en el Aeropuerto Municipal de Toronto / Buttonville.

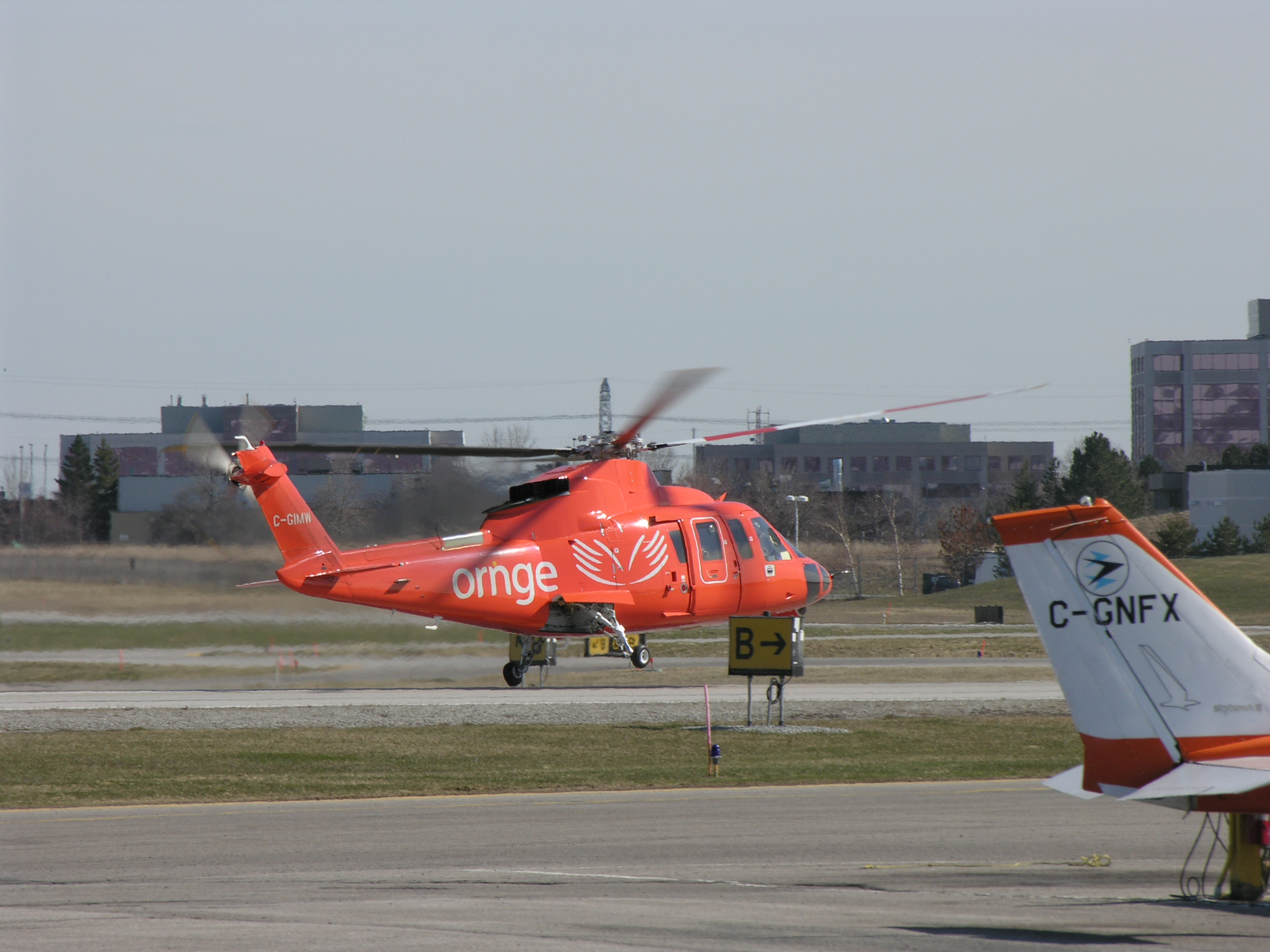
Un Ornge Sikorsky S-76A despegando en el Aeropuerto Municipal de Toronto / Buttonville.

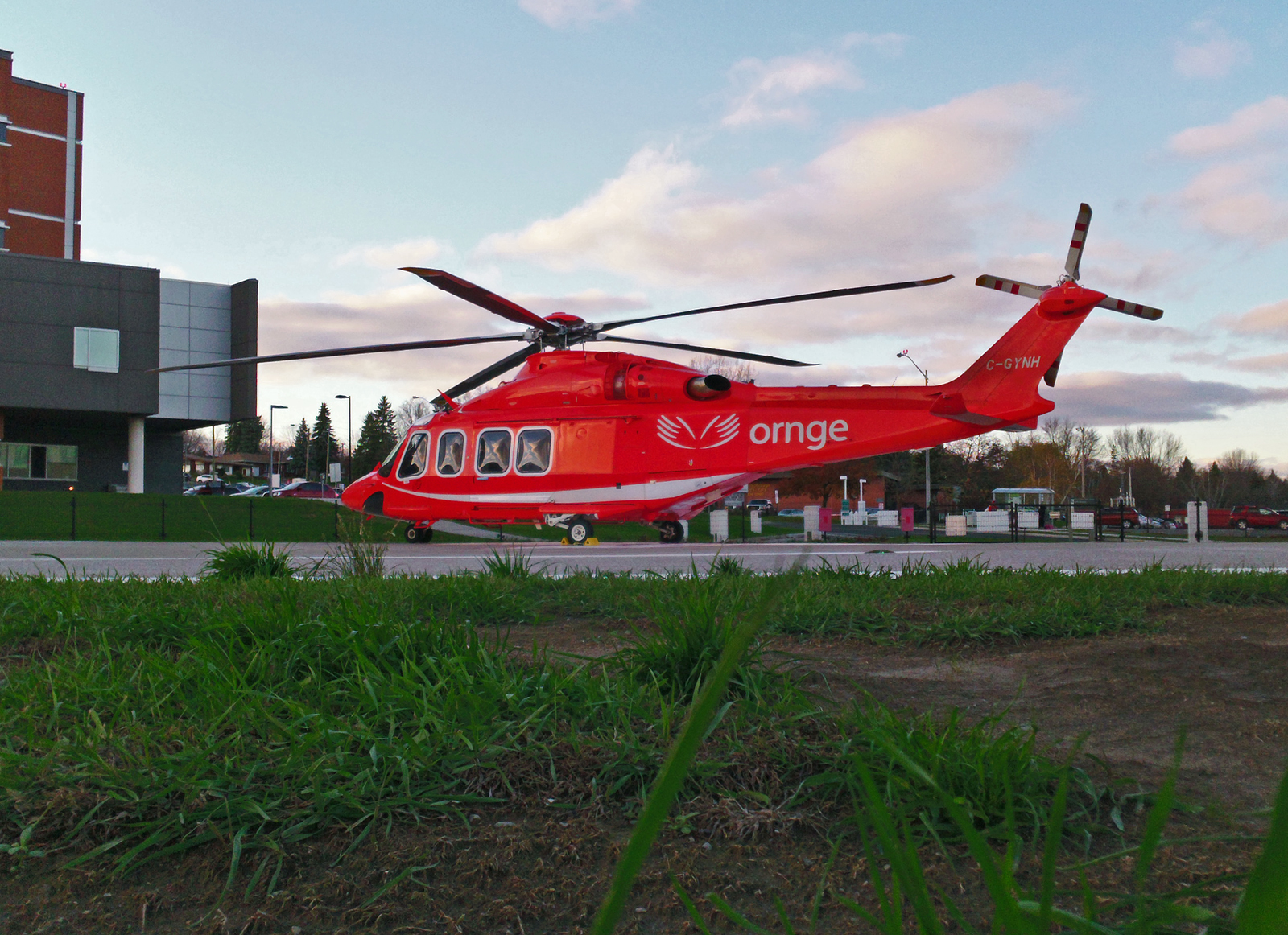
AgustaWestland AW139 en el PRHC en Peterborough, Ontario

El 28 de agosto de 2008 Ornge anunció la compra de diez nuevos AgustaWestland AW139 para reemplazar su flota de Sikorsky S-76, para ser entregados sobre un periodo de dos años que empiezan tarde en 2010. Los helicópteros S-76 eran anteriormente propiedad y operados por Canadian Helicopters, pero ahora son propiedad de Ornge y operados por Canadian Helicopters. Los helicópteros S-76 serán atendidos por helicópteros canadienses hasta abril de 2012.

### Helicópteros
AgustaWestland AW139 localizado en:
- Ciudad de Toronto de Obispo de Billy Aeropuerto (2)
- Ottawa Aeropuerto internacional (1)
- Sudbury Aeropuerto (1)
- Londres Aeropuerto Internacional (1)
- Kenora Aeropuerto (1)
- Aeropuerto de Bahía del trueno (1)
- Moosonee Aeropuerto (1)

Desde el primer fin de semana largo del verano hasta el Día del Trabajo, una tripulación de Toronto fue reubicada y con sede en el aeropuerto de Muskoka por el mayor número de llamadas de trauma en el país rural durante este período. Esta práctica cesó después del verano de 2010.

### Aeronave de ala fija
A finales de 2009, Ornge ha comenzado a operar su propia flota de aviones de ala fija Pilatus PC-12NG desde sus bases en:
- Thunder Bay[80]
- Sioux Lookout[81]
- Timmins[82]

### Ambulancias de tierra de cuidados críticos
ORNGE opera en tres bases de transferencia y 18 unidades Crestline Coach Tipo III en Ontario
- Markham Base (justo al norte de Toronto)  - ambos bajo los equipos de Cuidado Crítico y el Transporte Pediátrico Ted Rogers[83]
- Base de Ottawa[84]
- Base de Peterborough[85]

### Acuerdos de disponibilidad de aeronaves
Hay aeronaves adicionales disponibles bajo el Acuerdo de Disponibilidad (cuándo y cómo se requirieran) mediante contratos con otros operadores:
- Los aviadores canadienses Internacionales operan una Piper PA-31-350 Chieftain del Aeropuerto Toronto/Buttonville y Piper PA-31 Navajo desde Dryden, Ontario
- Wabusk Air opera un Beechcraft A100 King Air desde el  Aeropuesto de Moosonee
- Thunder Airlines - Beechcraft A100 King Air; Cessna 208B Caravana Magnífica; y Mitsubishi MU-2 desde el Aeropuerto Internacional de Thunder Bay, el Aeropuero de Sudbury y el Aeropuerto de Timmins/Victor M. Power
- Flightexec desde el Aeropuerto Municipal de Toronto/Buttonville y el  Aeropuerto Internacional de London
- SkyCare Ambulancia de aire que opera dos aeronaves Fairchild Swearingen Metroliner en el Aeropuerto Sioux Lookout.
- Aire Bravo opera la aeronave Pilatus PC-12 desde Timmins, Sioux Lookout, Elliot Lago y el Aeropuerto Regional de Simcoe.

| Aeronave             | País de Fabricación | Tipo                                                   | En Servicio | Notas                                                                          |
| -------------------- | ------------------- | ------------------------------------------------------ | ----------- | ------------------------------------------------------------------------------ |
| AgustaWestland AW139 | Italia              | helicóptero comercial multi- propósito-de tamaño medio | 10          | perteneciente y operado por Ornge; 2 vendidos de los 12 comprados inicialmente |
| Pilatus PC-12 NG     | Suiza               | Motor solo turboprop                                   | 8           | Poseído y operado por Ornge; utilizado en Del norte Ontario                    |

### Venta en febrero de 2015
En febrero de 2015 surgieron informes sobre que Ornge pretendía vender tu flota AW139 debido a costes de mantenimiento y su poca adecuación para el trabajo de ambulancia. Dos PC12 están considerados por encima de los requisitos y están a la venta. “[El AW139] consume mucho combustible. Es un avión grande. Es caro de mantener debido a la complejidad de la máquina, más caro que decir una máquina más sencilla ... El AW139s es más conveniente para vuelos a plataformas petrolíferas y que pocas otras agencias los utilizan como ambulancia aéreas," afirma el CEO Dr. Andrew McCallum. Dos AW139 comprados estaban equipados con 12 asientos y su uso era inadecuado como ambulancia. Estas unidades fueron vendidas en 2013.

## Flota histórica
- Bell 212 1977-1990s - C-GONT (Bandage 1) fue vendido y renumerado como XA-SVS en México e involucrado en un accidente en Cozumel en 1994.[88][89][90]

- BK-117  1988-1989 - pruebas sólo con las aeronaves destruidas por el fuego[88]
- Beech 200

## Accidentes e incidentes
- El 8 de febrero de 2008 un Sikorsky S-76 chocó mientras intentaba aterrizar en un helipuerto lejano de noche cerca del lago Snake, en Ontario, cerca de Temagami, a una hora al note de la Bahía del Norte. Los 2 pilotos y 2 paramédico a bordo sufrieron daños que requirieron hospitalización.[91]
- El 31 de mayo de 2013 un helicóptero Sikorsky S-76 chocó después de su salida desde Moosonee, Ontario. A bordo iban dos pilotos y dos paramédicos. No hubo ningún superviviente.[92]
- El 22 de diciembre de 2013 las hélices del rotor en un S-76 golpearon unos árboles. La nieve levantada durante el vuelo provocó un apagón. No hubo daños, pero el helicóptero quedó fuera de servicio durante algún tiempo.[93]